# 1908 en Lorraine
Chronologie de la Lorraine
- 1904
- 1905
- 1906
- 1907
- 1908
- 1909
- 1910
- 1911
- 1912

Cette page est une liste d'événements qui se sont produits durant l'année 1908 en Lorraine.

## Élements de contexte
- Création en 1908-1909 de la société des sports d'hiver de Gérardmer à l'initiative de nombreux organismes locaux désireux de développer le tourisme. C'est une des premières stations de sports d'hiver de France[1].

## Événements

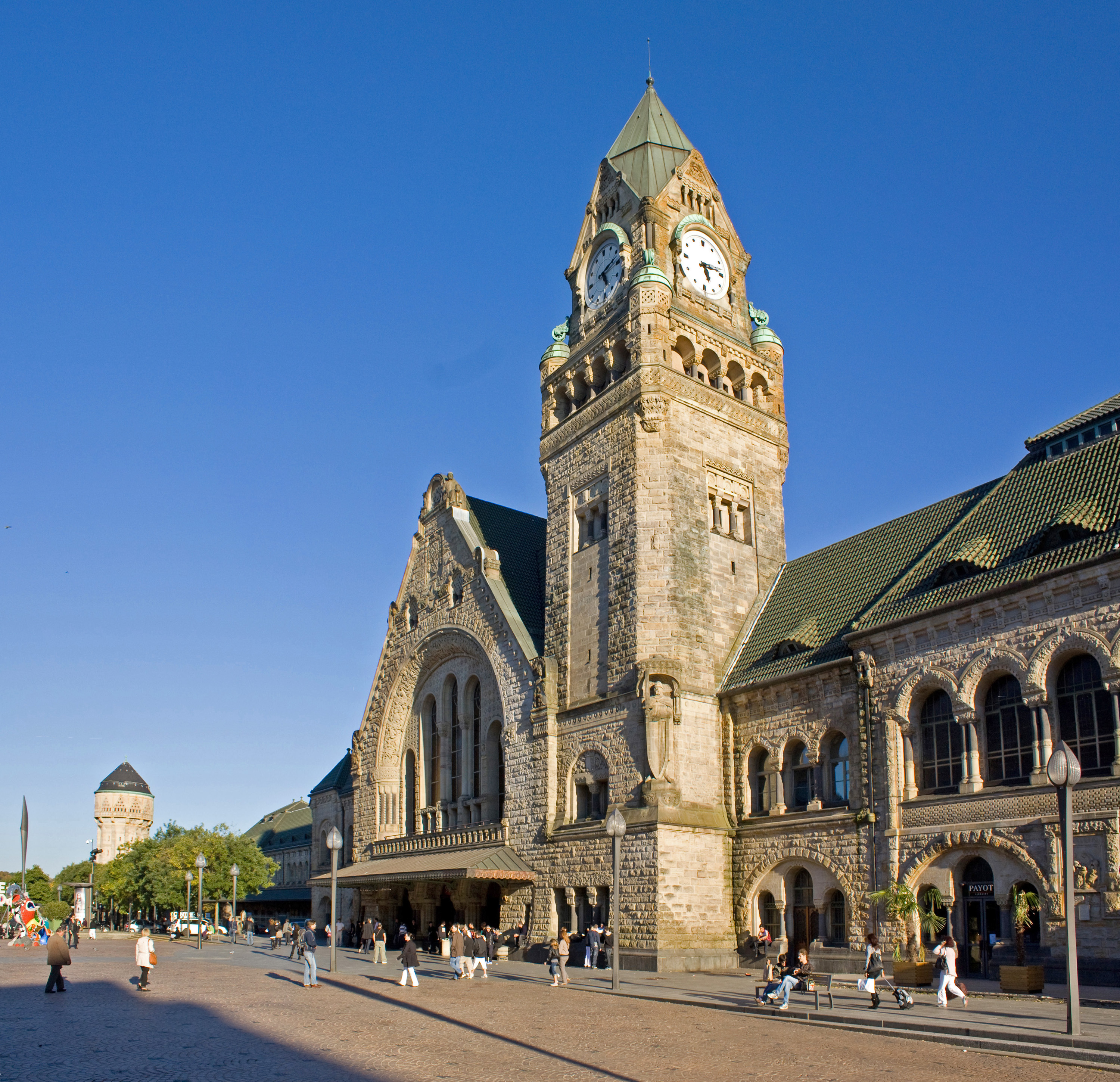
Gare de Metz-Ville, le bâtiment des voyageurs.

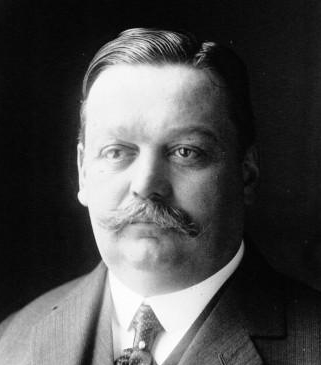
Charles Humbert

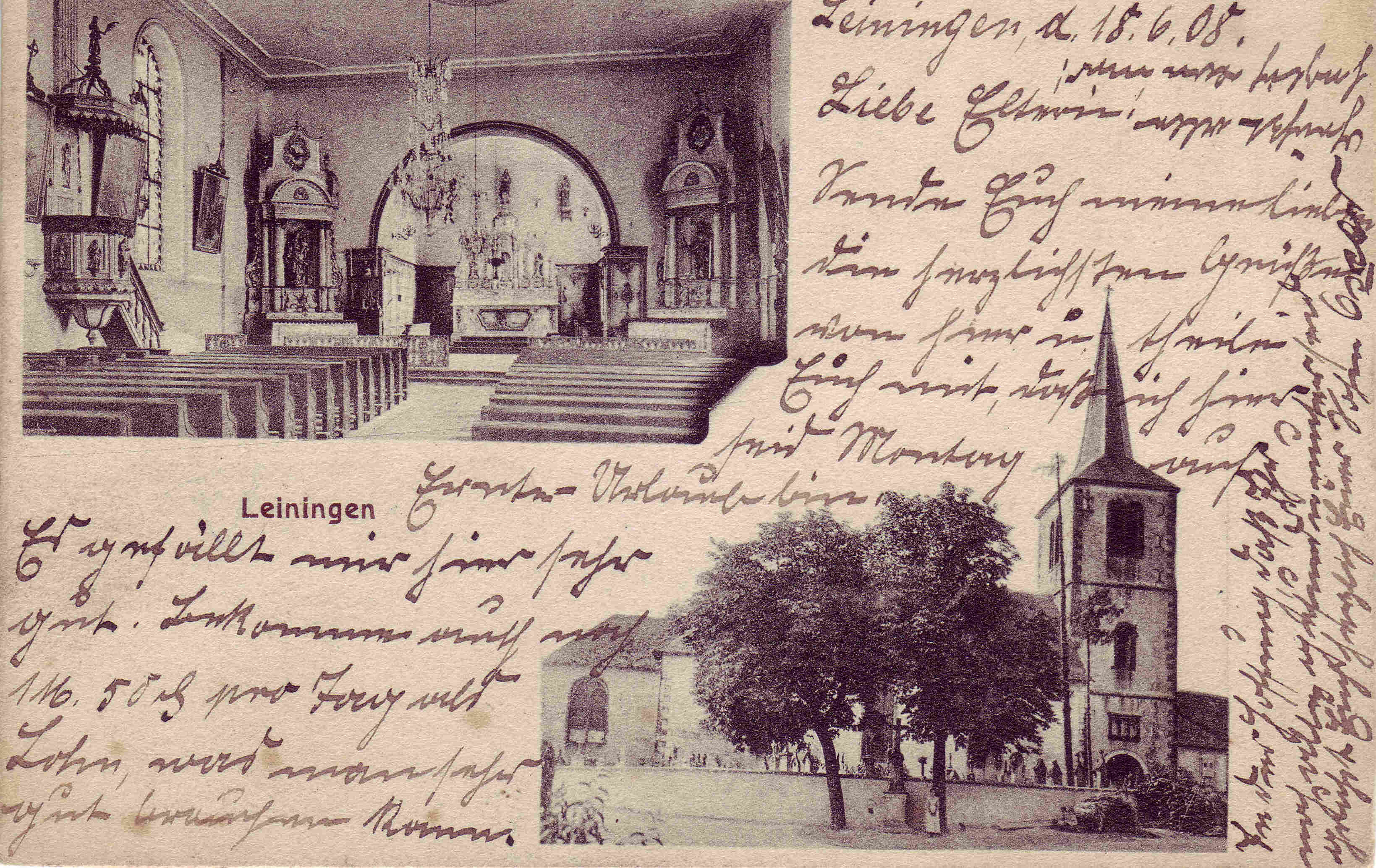
Église de Léning en 1908

- Émile Demangel, médaille d'argent en cyclisme aux jeux Olympiques[2].
- René Toussaint Joseph Nicklès fonde l’Institut de géologie appliquée de Nancy[3], devenu aujourd'hui l'École nationale supérieure de géologie (ENSG).
- Ouvertures de la mine Aachen à Ottange, de la mine de Joudreville à Bouligny et de la mine de Jarny[4].
- Ouverture à Metz d'une Maison des syndicats[5].
- La première usine d'embouteillage est construite à Contrexéville[1],[6].

- 19 janvier : Charles Humbert est élu sénateur de la Meuse.
- 5 mars : Henri Poincaré, nancéien, entre à l'Académie Française[7].
- 8 mai : le Lorrain Hubert Lyautey est nommé Haut-commissaire du gouvernement au Maroc[7].
- 14 juillet : accident de ballon place Stanislas à Nancy, « les aéronautes se cramponnent aux barres d'appui des fenêtres du second étage »[8].
- 15 juillet : arrivée à Metz de la 2e étape du Tour de France. Parti de Roubaix, Lucien Petit-Breton remporte l'étape et prend la tête du classement général à égalité avec Georges Passerieu.
- 17 juillet : le Tour de France part de Metz en direction de Belfort.
- 17 août : inauguration de la gare de Metz-Ville, œuvre de l'architecte Jürgen Kröger[1], par la Direction générale impériale des chemins de fer d'Alsace-Lorraine, elle remplace l'ancienne gare de Metz mise en service en 1878[9].
- 4 octobre : le Souvenir français inaugure un monument commémoratif. Sur les lieux des combats de la bataille de Noisseville, près de Metz, dû au sculpteur Emmanuel Hannaux, en présence de près de 120 000 Alsaciens-Lorrains annexés[10],[11].
- 8 novembre : inauguration de la Chambre de commerce et d'industrie de Meurthe-et-Moselle construite à Nancy par Émile Toussaint et Louis Marchal et décorée par Louis Majorelle et Jacques Grüber[12].

## Inscriptions ou classements aux titre des monuments historiques

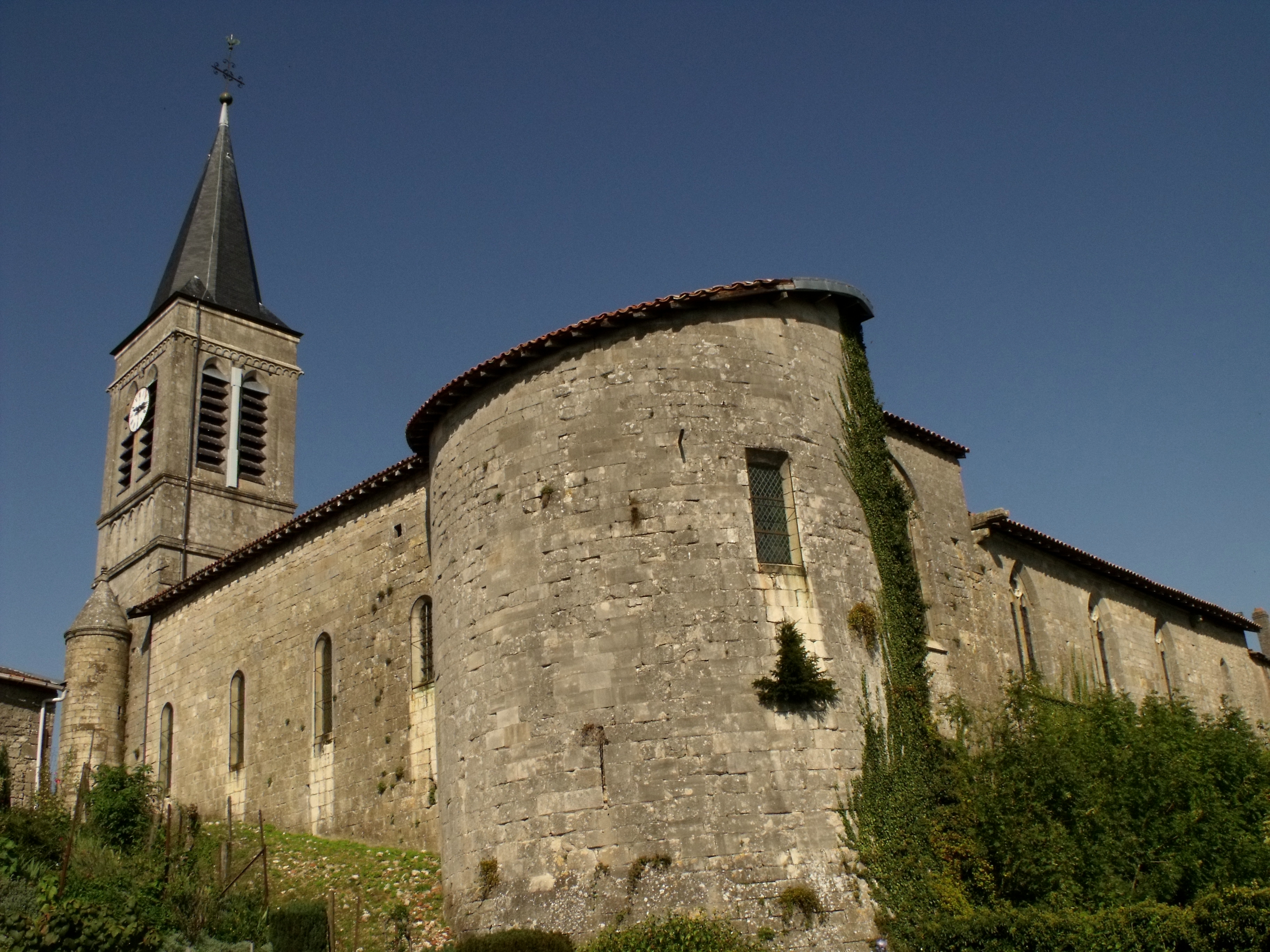
Collégiale Saint-Maur d'Hattonchâtel.

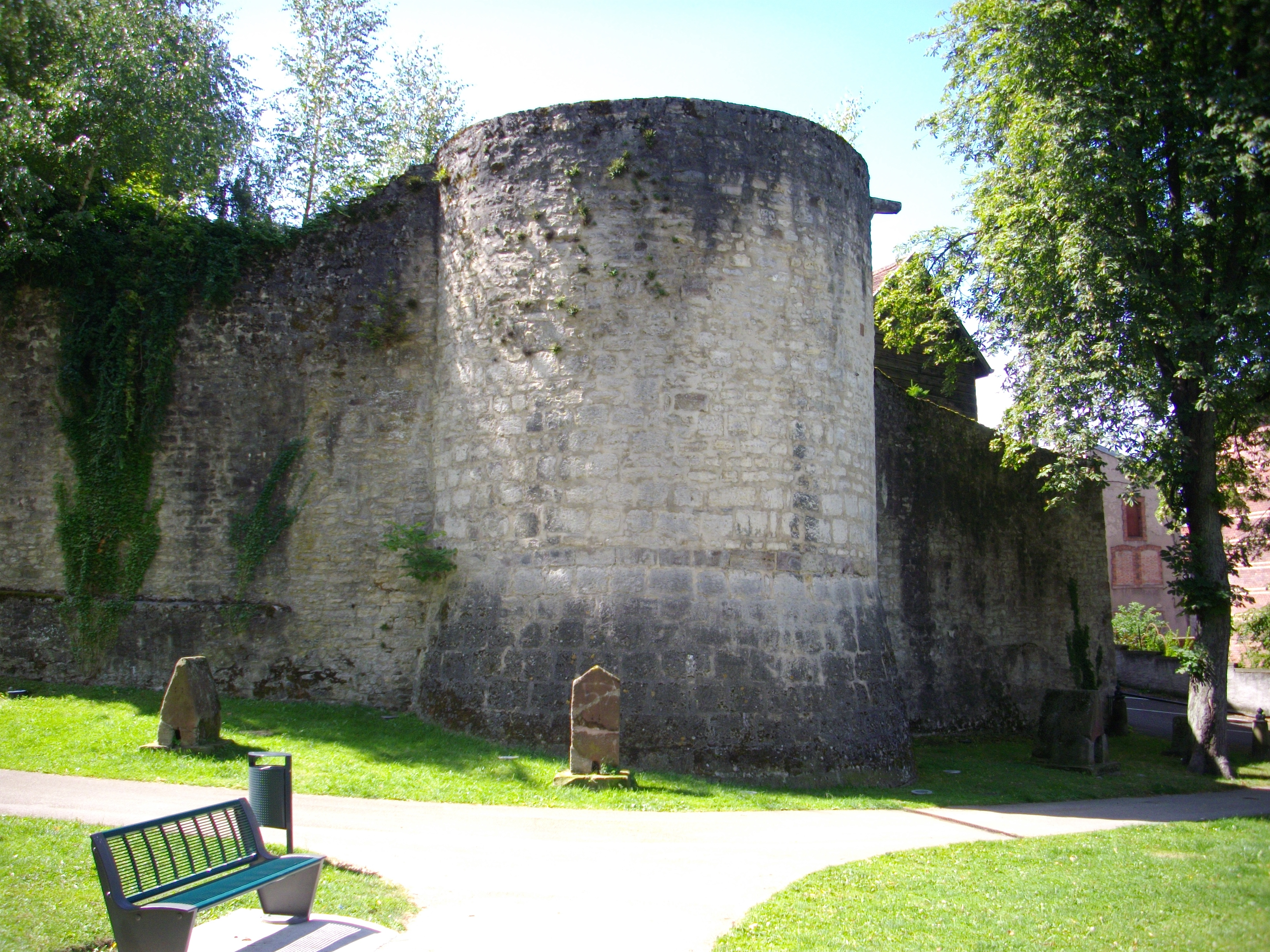
Remparts de Sarrebourg

- En Meuse : église Saint-Léger de Gironville[13], église Saint-Martin de Malaumont[14], église Saint-Martin de Nubécourt[15], collégiale Saint-Maur d'Hattonchâtel[16]
- En Moselle : fortifications de Sarrebourg[17]
- Dans les Vosges : église Notre-Dame de Champ-le-Duc[18], église Notre-Dame-de-l'Assomption de Coussey[19], église Saint-Martin de Pompierre[20], église Saint-Martin de Vomécourt-sur-Madon[21]

## Naissances
- 13 février à Verdun : Marcel Baltazard, mort le 1er septembre 1971 à Paris 7e, médecin et biologiste français, ancien directeur de l'institut Pasteur d'Iran et chef du département d'épidémiologie à l'Institut Pasteur de Paris, connu pour ses travaux sur les recherches épidémiologiques.
- 19 février, à Neufchâteau : Jacques Ballet, décédé le 5 novembre 2000 à Neuilly-sur-Seine, ingénieur, aviateur et résistant français.
- 26 février à Longwy : Lily Unden (1908-1989), de nationalité luxembourgeoise, s'est distinguée comme poétesse et artiste peintre. Résistante dans un réseau de renseignements franco-luxembourgeois au Luxembourg, elle fut arrêtée par la Gestapo et déportée au camp de Ravensbrück.
- 12 mars à Tucquegnieux : Émile Maggi, mort le 19 avril 1986 au Raincy[22], athlète français spécialiste de la marche athlétique.
- 21 mars à Nancy : René Marjac (René Alexandre Homme), acteur et producteur français, mort à Boulogne-Billancourt (Hauts-de-Seine) le 17 septembre 1993.
- 26 mars, à Nancy : Madeleine Cheminat est une actrice française, morte le 12 décembre 2008 à Nérac (Lot-et-Garonne).
- 28 mars à Morhange : Hans-Joachim Kahler (décédé le 14 janvier 2000 à Hambourg) est un général allemand de la Seconde Guerre mondiale.
- 7 avril à Metz : Marcel Lutz, archéologue mosellan, décédé à Berthelming le 8 juillet 2000.
- 24 avril à Lucey : André Picquot, décédé le 24 octobre 1980 dans la même ville, homme politique français.
- 27 avril à Beauzée-sur-Aire : Henri Émile Albert Malvaux, mort à Suresnes le 2 juillet 1994[23], peintre, graveur, sculpteur, mosaïste, cinéaste et enseignant français.
- 30 avril :
  - à Épinal : Henri Louis Lucien Lepage, mort le 26 octobre 1996 à Épinal, escrimeur français, ayant pour arme l'épée.
  - à Thionville : Gerhard Borrmann, mort le 12 avril 2006 à Braunfels, est un physicien allemand du XXe siècle. Il est l'un des pionniers de la recherche sur la diffraction des rayons X.
- 1er mai à Longuyon : Suzanne Sohet, pédagogue et compositrice française, morte  à Paris (18e arrondissement) le 20 janvier 1995.
- 7 mai à Saint-Mihiel : Pierre-Gabriel Boulanger, mort le 12 janvier 2004 à Saint-Jean-de-Verges[24], général français.
- 22 juin à Verdun : Adolphe-Pierre Charlet, mort le 20 mars 2009 , sculpteur français.
- 8 juillet à Toul : Guy Baucheron de Boissoudy, officier général français, compagnon de la Libération, mort le 23 avril 1972 à Rueil-Malmaison.
- 13 juillet à Domjulien : Raymond Nègre, directeur artistique et chef décorateur, mort le 8 juillet 1985 à Créteil (Val-de-Marne).
- 20 septembre à Épinal : François Chatillon, mort le 7 janvier 1994 à Strasbourg[25], historien du Moyen Âge, fondateur et directeur de la Revue du Moyen Âge latin, publiée par le CNRS.
- 25 septembre à Vaucouleurs : Henri Bataille, décédé le 23 novembre 2008 à Nancy, est un historien et archéologue français, spécialiste de Jeanne d'Arc.
- 13 octobre à Épinal : Christian Mégret de Devise, mort le 13 juin 1986 à Dijon, militaire et résistant français, Compagnon de la Libération. Saint-Cyrien stationné au Maroc, il est fait prisonnier au début de la Seconde Guerre mondiale mais parvient à s'évader. D'abord membre de l'armée d'armistice, il combat ensuite avec la France libre et participe aux combats en Italie puis à la Libération de la France. Après la guerre, il poursuit sa carrière militaire jusqu'au grade de général de brigade.
- 15 octobre à Knutange : Hippolyte Ramel, mort le 16 février 2003 (à 94 ans) dans la même ville, est un homme politique français.
- 16 octobre à Saint-Nicolas-de-Port : Henry de Surirey de Saint-Remy, mort le 21 décembre 1994 à Paris 13e[26], historien et conservateur des bibliothèques français. Archiviste paléographe, il est directeur de la Bibliothèque historique de la ville de Paris du 1er octobre 1953 au 1er août 1974.
- 26 octobre à Saint-Dié-des-Vosges (Vosges) : Henri Karcher, mort le 31 juillet 1983 à Sarrebourg (Moselle), homme politique français.
- 5 novembre à Dieuze (Moselle) : René Peltre, mort le 20 août 1995 dans la même ville, homme politique français.
- 6 décembre à Granges-sur-Vologne : René Morel, mort dans la même ville le 8 mai 1974, militaire français, compagnon de la Libération. Officier d'infanterie, il décide, pendant la Seconde Guerre mondiale, de rejoindre les forces françaises libres. Au sein de la 13e demi-brigade de Légion étrangère, il combat en Norvège, au Moyen-Orient, en Afrique, en Italie et en France. Il participe ensuite aux conflits en Indochine et en Algérie puis occupe d'importants postes de commandement et d'état-major tout le reste de sa carrière qu'il termine au grade de général de division.
- 19 décembre à Lunéville : Auguste René Wambst, mort le 11 mars 1987 à Nice[27], est un courir cycliste français spécialiste du demi-fond.
- 29 décembre à Thaon-les-Vosges : Gabriel Lalloué, mort le 18 février 1967 à La Bourboule[28], footballeur français.

## Décès
- 29 mars à Bar-le-Duc : Éloi Ragon, né le 25 juin 1853 à Ville-en-Blaisois (Haute-Marne, prêtre catholique français, helléniste et latiniste, enseignant et pédagogue, connu pour ses manuels destinés à l'apprentissage du latin et du grec ancien, et tout particulièrement pour sa Grammaire grecque parue en 1896, et encore réimprimée en 2021, dans sa version revue en 1952.
- avril 1908 à Sarrebourg : Pierre Küchly (1836-1908), homme politique mosellan. Prêtre catholique, il est député au Reichstag allemand, de 1890 à 1903[29].
- 19 octobre à Malzéville : Marcel Georges Charles Petitmengin , botaniste français né le 3 janvier 1881 à Nancy.
- 29 novembre à Nancy : Henri-Marie-Thérèse-André Fliche, dit Paul Fliche, né à Rambouillet en 8 juin 1836 , paléontologue du XIXe siècle.